# Sinibotys
Sinibotys là một chi bướm đêm thuộc họ Crambidae.